# 1re brigade de chars (Ukraine)
Pour les articles homonymes, voir 1re brigade.
La 1re brigade de chars, de son nom complet la 1re brigade autonome de chars « Siverska » (en ukrainien : 1-ша окрема танкова Сіверська бригада, abrégé en 1 ОТБр ; numéro d'unité militaire А1815), qui peut être aussi traduit par 1re brigade blindée, est une grande unité blindée des troupes terrestres des Forces armées de l'Ukraine.
Formée en 1997 à partir d'un régiment de chars, elle est engagée depuis 2014 dans la guerre russo-ukrainienne. Lors de l'invasion de l'Ukraine en 2022, la 1re brigade de chars participe à la bataille de Tchernihiv, au cours de laquelle elle réussit à bloquer les troupes russes.

## Création

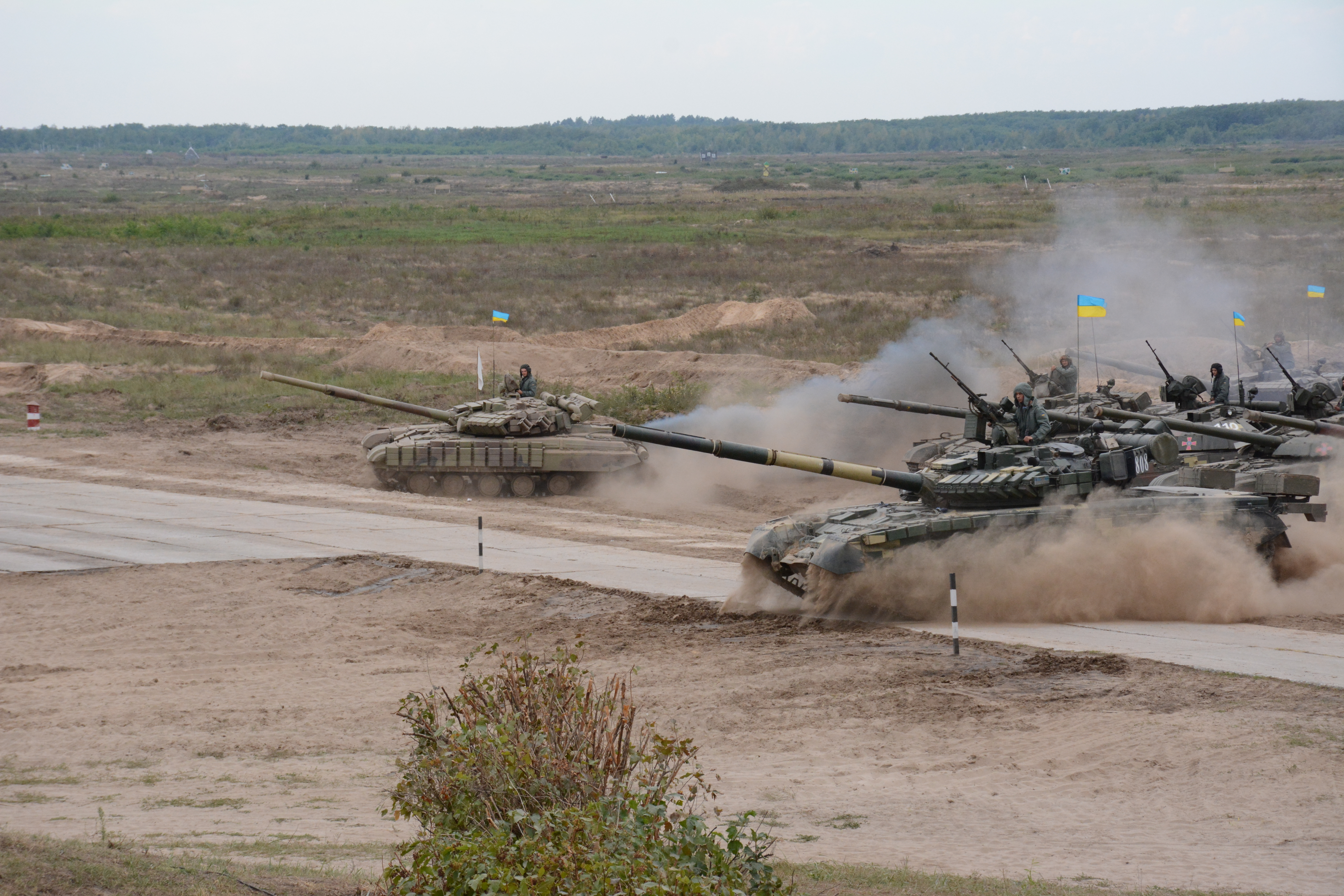
Chars T-64 Bulat de la brigade, à l'entraînement en 2016.

La 1re brigade de chars de la Garde est mise sur pied le 24 août 1997. Elle est héritière des 292e (venant de l'ancienne 72e division) et 280e (provenant de la 25e division (en)) régiments de chars, dont l'Ukraine avait hérité lors de la dissolution de l'URSS et leur passage sous drapeau ukrainien. Elle fait partie du 8e corps d'armée ukrainien.

## Chefs de corps
- Colonel Volodymyr Zamana (uk) (1997–1999)
- Colonel Serhiy Mykheievskyy (1999–2003)
- Colonel Ihor Tantsioura (2003–2005)
- Colonel Ihor Chpak (2005–2008)
- Colonel Andriy Hrytskov (2008–2015)[2],[3]
- Colonel Oleksiy Zobnin (2015–2016)
- Colonel Serhiy Malenko (2016–2017)
- Colonel Oleh Bilitchenko (2017–2019)[4]
- Colonel Iouriy Mejakov (uk) (2019–2020)
- Colonel Leonid Khoda (uk) (2020–août 2020)[5]
- Oleh Mohoulskiy (depuis août 2020)[6]

## Historique

### Guerre du Donbass
Au printemps 2014, la brigade est déployée dans l'oblast de Soumy face au déploiement russe de l'autre côté de la frontière. En janvier 2015, un des bataillons de chars de la 1re brigade est envoyé dans le Donbass et aurait participé à la seconde bataille de l'aéroport de Donetsk. Le 12 février 2015, lors de la bataille de Debaltseve , une compagnie de la 1re brigade blindée du capitaine Oleksandr Moroz est envoyée dans la région de Logvynovoy. Trois des cinq chars T-64BM "Bulat" sont utilisés pour cette opération. Les chars quittent le village de Luhansky et couvrent le flanc gauche de la 30e brigade mécanisée, qui se dirigent vers Logvynove. Au cours d'une bataille de 20 minutes, les chars ukrainiens détruisent au moins 3 blindés T-72 russes de la 5e brigade de chars de la Garde. En avril 2021, des éléments de la 1re brigade blindée combattent dans le Donbass. Elle ne quitte la région que lorsque les troupes russes commencent à se masser à la frontière. La brigade au complet est alors placée en garnison à Kyïv.

### Invasion russe de l'Ukraine

#### Bataille de Tchernihiv (février - avril 2022)
Au début de l'invasion russe de l'Ukraine, la 1re brigade est la seule grande unité casernée autour de Tchernihiv. Le 24 février 2022, la 41e armée combinée entre dans l'oblast de Tchernihiv par la E95 et la P13 en direction de la ville. La 1re brigade s'installe dans les forêts environnantes de la ville et engagent les premières colonnes de la 74e brigade et 35e brigade de fusiliers motorisés qui tentent de prendre Tchernihiv par le nord. Des combats intenses ont lieu en périphérie nord de la ville à Rivnopilia et Khalyyavin sur la E95 durant les premiers jours contre la 74e brigade qui subit des pertes. Après leur échec, les Russes contournent la ville pour se diriger vers Kiev et tentent d'encercler Tchernihiv. Épaulée par la 119e brigade de défense territoriale, la 1re brigade de chars réussit à repousser les Russes lors du siège. Ils protègent les accès tout autour de la ville à l'Est entre Kyselivka (oblast de Tchernihiv) (uk) et Novoselivka (raïon de Tchernihiv) (uk) sur l'autoroute H27,,. Après sa défaite, la 41e armée regagne la Biélorussie et la 1re brigade reprend quelques localités aux alentours de Tchernihiv. Au cours de ces affrontements, la 1re brigade a perdu au moins six chars T-64BV.

#### Front sud (depuis mai 2022)
Après cette victoire, la brigade est déplacée vers le front sud vers la mi-avril dans le secteur d'Houliaïpole et Velyka Novossilka pour soutenir la 53e brigade mécanisée, les 102e brigade et 110e brigade de défense territoriale en difficulté. Elle est notamment engagée dans des combats le 21 avril à Vremivka (uk) en banlieue ouest de Velya Novossilka en appui d'éléments de la 59e brigade motorisée. Entre mai et juin, la brigade sécurise le flanc gauche de Houliaïpole autour de la localité de Malynivka. En juillet 2022, le bataillon nationaliste OUN est intégré à la 1re brigade en tant 2e bataillon motorisé et déployé à Zelene Pole, 10km à l'ouest de Velyka Novossilka. Le 24 septembre 2022, la brigade reçoit la distinction Pour le Courage et la Bravoure. À partir du mois d'octobre des éléments mécanisés et blindés de la brigade sont envoyés dans le Donbass dans le secteur de Marïnka afin d'épauler la 79e brigade d'assaut aérien. En juin 2023, lors de la contre-offensive dans le sud de l'Ukraine, un bataillon de chars de la brigade, équipé de Leopard 2A6 est rattaché à la 47e brigade mécanisée, tandis que son propre bataillon attend des M1 Abrams en Pologne. Après leur arrivée dans la 47e, les Léopard 2A6 sont affectés à la 21e brigade mécanisée. Le reste de la brigade est en réserve à Velyka Novossilka tandis que l'infanterie navale, la 31e brigade mécanisée et la 68e brigade de chasseurs tentent de percer le front en direction d'Urozahine.  
Le 1er bataillon mécanisé de la brigade est envoyé à Avdiïvka afin de contenir l'offensive russe sur la ville. Le 31 octobre, la brigade repousse un assaut mécanisé sur Krasnohorivka détruisant plusieurs blindés.

## Structure
.
|                            |
| Boulat en 2014 au Donbass. |

|                 |
| Défilé de 2008. |

### Ordre de bataille
En décembre 2024, l'ordre de bataille connu de la brigade est le suivant :

### Équipements
Les bataillons de chars de la brigade sont majoritairement équipés de blindés T-64BV ainsi que des T-72AMT, T-72M et B saisis à la Russie. Son bataillon mécanisé est équipé de véhicules BMP-1, sa compagnie de reconnaissance de BRDM-2. Son groupe d'artillerie dispose de deux bataillons automoteurs de 2S1 Gvozdika et 2S3 Akatsia, un bataillon MLRS de BM-21 Grad. Son bataillon antiaérien est équipé de 2K22 Toungouska, 9K32 Strela-2 et ZU-23-2.
|                                                     |
| Chars « Boulat » de la brigade lors du défilé 2016. |

|                                                                    |
| La radio Aselsan qui équipe les équipements de la brigade en 2019. |

## Traditions

### Honneurs
Fin 2014, l'unité perd ses titres honorifiques soviétiques, dans le cadre de la décommunisation en Ukraine. 
En 2016, elle perd son statut d'unité « de la Garde », un titre honorifique hérité de l'URSS et utilisé en Russie. 
Le 23 août 2017, la brigade reçoit le titre Siverska (Sévérie) à rajouter à son nom. 
Le 24 août 2017, lors du défilé du jour de l'indépendance de l'Ukraine, le président ukrainien Petro Porochenko donne à la brigade son nouveau drapeau de bataille

### Insignes

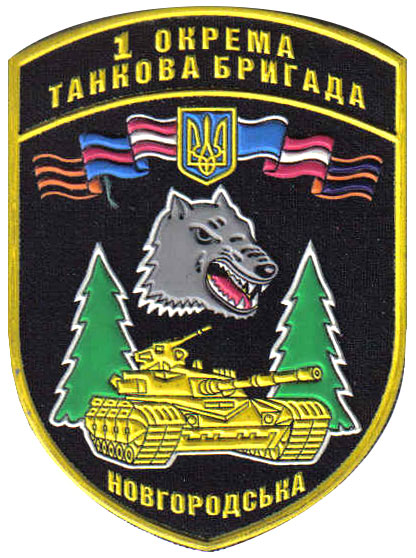
Écusson de manche (avant 2009)
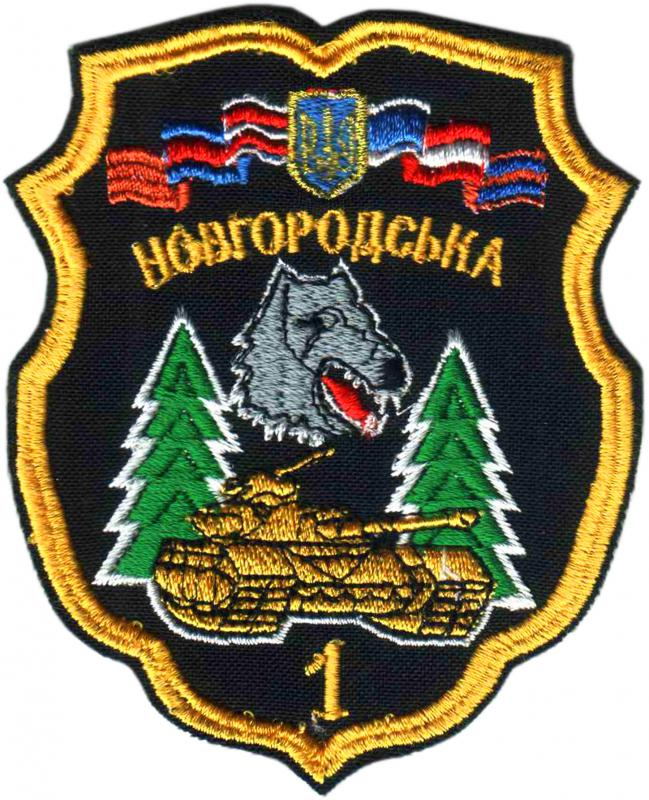
Écusson de manche (2009)
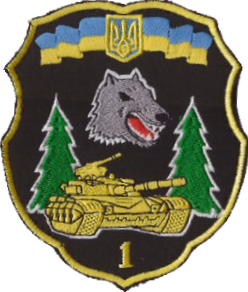
Écusson de manche (2016)
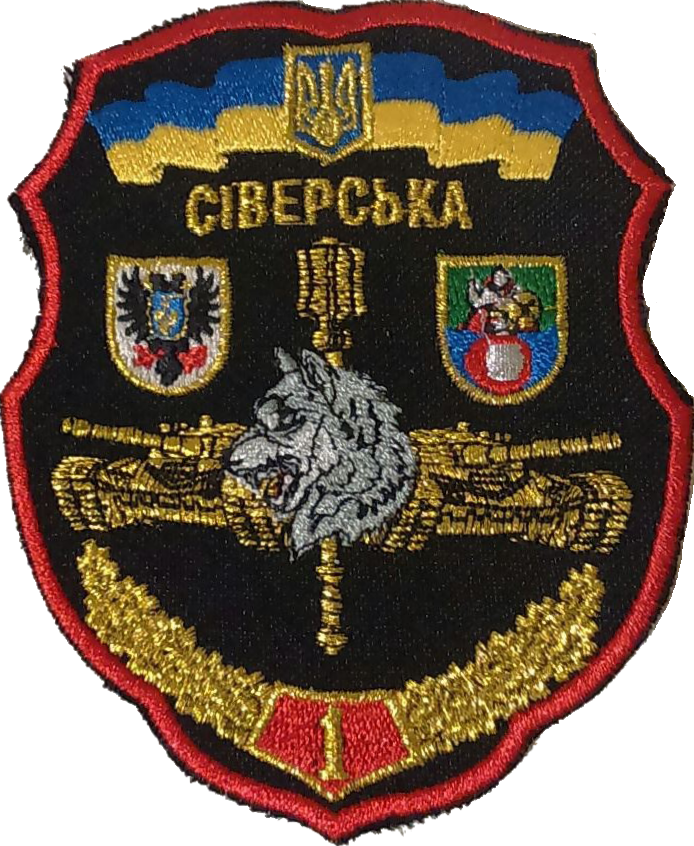
Écusson de manche (2017-2019)